# Associação de Estudantes da Faculdade de Medicina da Universidade do Porto
A Associação de Estudantes da Faculdade de Medicina da Universidade do Porto (AEFMUP), fundada a 12 de Janeiro de 1982, é a representante oficial dos estudantes da Faculdade de Medicina da Universidade do Porto (FMUP).

## História
A AEFMUP foi gerada num atribulado período de implementação, crescimento e maturação no pós 25 de Abril, tendo sido legalmente fundada enquanto AEFMUP a 12 de Janeiro de 1982. Previamente existia com a designação de Associação de Estudantes da Faculdade de Medicina do Porto (AEFMP), tendo esta sido extinta para dar origem à associação que todos conhecemos actualmente.
Desde a sua concepção, definiu como seus objectivos a representação de todos os estudantes da Faculdade de Medicina da Universidade do Porto, bem como a promoção da sua formação nas vertentes curricular, científica, pedagógica, cultural, social, física e pessoal, contribuindo para o melhoramento do ensino na Universidade e da ligação desta à comunidade.
| Mandato | Nome                                            |
| ------- | ----------------------------------------------- |
| 1982/84 | Nuno Francisco Fernandes Delerue Alvim de Matos |
| 1985/86 | Carlos Fernando Ermida Rebelo                   |
| 1987    | Manuel da Silva e Sousa                         |
| 1988    | Rui de Sousa                                    |
| 1989    | Manuel Ricardo Coutinho Sampaio                 |
| 1990/92 | Pedro Menéres                                   |
| 1993    | Nuno Paulo Alegrete da Silva                    |
| 1994    | John Rodrigues Preto                            |
| 1995/97 | Nuno Bettencourt de Sousa                       |
| 1998    | Francisco Sampaio                               |
| 1999/00 | Rui Capucho                                     |
| 2001/02 | Gil Faria                                       |
| 2003    | Ana Luisa de Calafate Moreira                   |
| 2004    | Lara Patrícia Mendes Queirós                    |
| 2005    | Miguel de Ornelas Pires Mota de Azevedo         |
| 2006/07 | Roberto Rodrigues Pinto                         |
| 2008    | Ricardo Proença Almeida Oliveira Rocha          |
| 2009    | Rui Filipe Almeida Ferreira e Reis              |
| 2010    | Pedro Daniel Miranda Couto                      |
| 2011    | Hélio Alves                                     |
| 2012    | Francisco Mourão                                |
| 2013/14 | Francisco Silva                                 |
| 2015    | Diana Rodrigues                                 |
| 2016/17 | Francisco Sousa Vieira                          |
| 2018    | Inês Azevedo Silva                              |
| 2019/20 | Nuno de Barros Ferreira                         |
| 2021    | José Henrique Soares Moreira                    |
| 2022    | Margarida Duarte Albuquerque                    |
| 2023    | Ana Filipa Marques Aparício                     |
| 2024    | Emília Pereira Monteiro Lopes de Pinho          |
| 2025    | Inês Oliveira Sousa                             |

## Objetivos
A AEFMUP trabalha fundamentalmente nos seguintes níveis:
- Representação: relacionada com a representação dos estudantes. Nesta área existem laços estabelecidos, entre outros, com a Associação Nacional de Estudantes de Medicina (ANEM), Federação Académica do Porto (FAP), Reitoria da Universidade do Porto, Órgãos de Gestão da Faculdade de Medicina do Porto e o seu Gabinete de Educação Médica, Ordem dos Médicos (através da Secção Regional Norte), Hospital de São João, Ministério da Saúde e da Ciência Tecnologia e Ensino Superior;
- Pedagogiga: relacionada com a busca de uma melhoria das condições de ensino/aprendizagem;
- Área sociocultural e desportiva: na qual se promove a formação desportiva, cultural, social e pessoal dos estudantes, bem como o convívio saudável entre estes;
- Solidariedade e intervenção cívica;
- Componente científica: relacionada com a divulgação de avanços científicos realizados em Portugal, abrindo simultaneamente espaço para a divulgação da investigação e seu incentivo.

## Constituição

### Órgãos Sociais
A AEFMUP é fundamentalmente constituída por quatro corpos:
- Assembleia Geral: reunião aberta a todos os estudantes, consistindo no seu órgão deliberativo máximo;
- Conselho Fiscal;
- Direção da Associação de Estudantes: órgão administrativo e executivo;
- Mesa da Assembleia Geral: responsável por dirigir a Assembleia Geral.

### Comissões de Curso
Representam os estudantes de cada ano curricular, sendo responsáveis pela elaboração de horários, turmas, calendários de exames, material de Queima, festas de Medicina, entre outros.

### Afiliados
- Comissionis Praxis Medicus Facultis;
- Tuna de Medicina do Porto;
- Grupo de Fados de Medicina do Porto;
- Tuna Feminina de Medicina do Porto;
- Comissão Organizadora de Noitadas Académicas;
- Grupo Amador de Teatro Universitário;
- Coletivo Feminista da Faculdade de Medicina da Universidade do Porto;
- Pórtico;
- ATENTA;
- Young European Scientists' Meeting.

Outros assuntos
- Associação Nacional de Estudantes de Medicina